# Carole King
Carol Joan Klein (Nueva York, 9 de febrero de 1942), conocida como Carole King, es una cantante, pianista y compositora estadounidense. Con una carrera de más de 50 años, King es una de las artistas más exitosas de su generación. Ha vendido más de 75 millones de discos en todo el mundo. La revista Billboard la clasificó como la 73ª artista más grande de todos los tiempos. Su segundo álbum, Tapestry (1971), fue el álbum de una artista femenina más vendido en el mundo durante un cuarto de siglo, con ventas globales de 30 millones. Asimismo, es una de las compositoras más exitosas del mundo, con 118 títulos en la Billboard Hot 100 durante la segunda mitad del siglo XX.
King ha ganado cuatro premios Grammy (uno de ellos en reconocimiento a su carrera) y ha sido incluida en el Salón de la Fama del Rock and Roll y en el Salón de la Fama de los Compositores junto con su compañero Gerry Goffin. También fue homenajeada por el Kennedy Center en 2015.    
Como cantante, ha publicado 25 álbumes en solitario, de los cuales Tapestry (1971) ha sido el más exitoso de su carrera, encabezando la lista de álbumes de Estados Unidos durante quince semanas en 1971, y permaneciendo en las listas durante más de seis años. Algunas de sus canciones más famosas son It's Too Late, You’ve Got a Friend, Tapestry, I Feel the Earth Move, Jazzman, Now & Forever, entre otras. 
Como compositora, King escribió más de dos docenas de éxitos para numerosos artistas, como The Locomotion (Little Eva), Chains (The Beatles), Will You Love Me Tomorrow (The Shirelles), (You Make Me Feel Like) A Natural Woman (Aretha Franklin), Take Good Care of My Baby (Bobby Vee), The Reason (Céline Dion), entre otras.

## Biografía

### Formación y primeros éxitos como compositora
Carole King nació el 9 de febrero de 1942 en Manhattan, un barrio de Nueva York, pero se crio en Brooklyn en el seno de una familia judía. Su padre era bombero y su madre profesora. Su nombre era Carole Klein. Su madre la llevó a tomar clases de música formales a los cuatro años. Utilizando un taburete estándar no alcanzaba el piano con el que empezó a estudiar, debiendo suplementarlo con una guía telefónica para lograrlo. En este aprendizaje recibió teoría de la música incluyendo la lectura de notas musicales y el tiempo apropiado para cada nota y en la técnica elemental de aprendizaje del piano estuvo a su lado su madre. También comenzó a cantar, formando parte de un cuarteto vocal llamado The Co-Sines en su instituto, el James Madison de Nueva York. Aprendió tanto como fue posible. "Mi madre nunca me obligó a hacerlo. Me gustaban las canciones populares fuera de la radio", diría posteriormente.
Ingresó en el jardín de infancia a los cuatro años, pero después del primer año, fue promovida directamente al segundo grado, debido a su facilidad excepcional con palabras y números. En los años 1950 acudió al James Madison High School Nueva York También comenzó a cantar, formando parte de un cuarteto vocal llamado the Co-Sines, cambiando su nombre a Carole King y haciendo demos de grabación con su amigo Paul Simon por 25 dólares la sesión. Su primera grabación oficial fue el sencillo promocional "The Right Girl", editada por ABC-Paramount en 1958 cuando escribió la canción y la cantó con arreglos de Don Costa.
Asistió al Queens College en donde conoció a Gerry Goffin que sería más tarde su compañero compositor. Tenía 17 años cuando se casaron en una ceremonia judía en Long Island en agosto de 1959, quedando posteriormente embarazada de su primera hija, Louise. Dejaron la escuela y consiguieron trabajo, Goffin trabajando como asistente químico y King como secretaria. Escribían canciones juntos en las noches. 
Neil Sedaka, que salió con King cuando estaba en el instituto, tuvo un hit en 1959 con "Oh! Carol". Goffin tomó la melodía y escribió una respuesta humorística con "Oh! Neil", mientras Carol la graba y la libera como sencillo ese mismo año. El lado B contenía una canción de Goffin-King llamada "A Very Special Boy". El sencillo no fue un éxito en ese momento, aunque años después sería muy buscado. Después de escribir "Will You Love Me Tomorrow" para The Shirelles un grupo vocal de chicas negras, siendo un número uno de la lista de Hot 100 de Billboard en 1961, Goffin y King dejaron sus trabajos y se concentraron a escribir. "Will You Love Me Tomorrow" (Me amarás mañana), fue su estilo.
Mientras trabajaba en el famoso edificio Brill, donde actuaron muchas de las estrellas de éxito en la década de los años 1960, la pareja Goffin-King obtuvo su primer éxito con "Will You Love Me Tomorrow", grabado por The Shirelles y que entró en las listas de éxito en 1961 y más tarde tuvo diferentes versiones de Dusty Springfield, The Four Seasons, Laura Branigan, Little Eva, Roberta Flack, y de la misma Carole King. Otros éxitos de la pareja han sido:
- "Take Good Care of My Baby" (Bobby Vee número 1 en 1961, y más tarde Dion, The Beatles, Bobby Vinton, Stephen Collins y Smokie)
- "The Loco-Motion" (Little Eva, número 1 en 1962 y luego Grand Funk Railroad, número 1 en 1983, Tina Turner, Kylie Minogue y Dwight Yoakam)
- "One Fine Day" (The Chiffons y más tarde Aaron Neville, Rita Coolidge y Natalie Merchant así como la propia King, en 1980)
- "I Can't Stay Mad at You" (Skeeter Davis) en 1963
- "Pleasant Valley Sunday" (The Monkees)
- "Porpoise Song" (The Monkees)
- "Some Kind of Wonderful" (The Drifters; no confundir con el éxito de Grand Funk Railroad)
- "Up on the Roof" (The Drifters, Laura Nyro, Billy Joe Royal, James Taylor, Neil Diamond, Peter Cincotti y más tarde la propia Carole King )
- "Chains" (The Cookies, y luego The Beatles) 1962
- "Don't Say Nothing Bad About My Baby" (Cookies)
- "(You Make Me Feel Like) A Natural Woman" (Aretha Franklin y también Mary J. Blige, Laura Nyro, Patti LaBelle, Rod Stewart, Céline Dion, y la propia Carole King).
- "Don't Bring Me Down" (The Animals)
- "Hi De Ho" y "Snow Queen" (Blood, Sweat & Tears)
- "Oh No Not My Baby" (Maxine Brown, Manfred Mann, y más tarde Rod Stewart y Linda Ronstadt entre otros)
- "Wasn't Born to Follow" (The Byrds)
- "Hey Girl" (Freddie Scott, y más tarde Donny Osmond y Billy Joel)
- "I'm into Something Good" (Ethel "Earl-Jean" McCrea de The Cookies, luego también Herman's Hermits)
- "Go Away Little Girl" (Steve Lawrence número 1 Billboard en 1963 y más tarde Donny Osmond número 1 Billboard en 1971.
- "Time Don't Run Out On Me" (Anne Murray)
- "He Hit Me (And It Felt Like a Kiss)" (The Crystals)
- "You've Got a Friend" (James Taylor) número uno en Billboard 1971.

Mientras, la carrera de Carole King como cantante avanzaba lentamente, esperando encontrar su momento. Tuvo un modesto éxito cantando una de sus propias canciones en 1962: "It Might As Well Rain Until September" (que alcanzó el número 22 en las listas estadounidenses y llegó al top 10 en Reino Unido, convirtiéndose más tarde en un éxito en Canadá pero de la mano de Gary & Dave). Sin embargo, "He's a Bad Boy" solo llegó al puesto 94 in 1963, y King no volvió a entrar en la lista de los cien singles más vendidos en los ocho años siguientes.
Además, en 1965 la pareja Goffin y King escribieron el tema de introducción de la serie de televisión de Sidney Sheldon, I Dream of Jeannie (conocida en América Latina como "Mi bella genio") protagonizada por Barbara Eden y Larry Hagman, pero la canción fue rechazada en favor de un tema instrumental compuesto por Hugo Montenegro.

### Primer divorcio y formaciones
Después de intentar sin éxito lanzar su carrera en solitario, Carole King apoyó a una incipiente discográfica, Tomorrow Records, mientras en lo personal se divorciaba de Goffin y se casaba con Charles Larkey (del grupo Myddle Class).

### 1960
Durante los sesenta, con King escribiendo la música y Goffin las letras, ambos compusieron canciones clásicas para una variedad de artistas. King y Goffin era un equipo de compositores detrás de Don Kirshner's Dimension Records, quienes produjeron canciones como "Chains" (Cadenas), que más tarde interpretarían The Beatles, "Take Good Care of My Baby" (Cuida bien a mi Nena), número 1 en Billboard 1961, "The Loco-Motion" (La Locomoción), para su niñera Little Eva que llegaría al número 1 de las listas estadounidenses Billboard en 1962 y "It Might as Well Rain Until September" (Bien podría llover hasta septiembre), siendo grabada por King en 1962 y siendo su primer hit. Volvió a grabar otro sencillo como "September" (Septiembre), pero ninguno de ellos tuvo mucho éxito, abandonando en forma temporal sus grabaciones en 1966.
Otras canciones de King en este período de 1967, incluye "Half Way To Paradise" (Medio camino al paraíso), en donde a Tony Orlando, le haría una versión Billy Fury en el Reino Unido. "Up on the Roof" (Arriba en el tejado) de The Drifters, "I'm into Something Good" (Estoy en algo bueno) de Earl-Jean y más tarde cover por Herman's Hermits, "One Fine Day" (Un buen día) por The Chiffons, "Pleasant Valley Sunday" (Domingo agradable en el Valle) para The Monkees inspirada por su mudanza al suburbio de West Orange, Nueva Jersey y "(You Make Me Feel Like) A Natural Woman" (Me haces sentir una mujer natural) para Aretha Franklin
En 1968, Goffin y King se divorciaron y perdieron contacto. King se mudó a Laurel Canyon en Los Ángeles, California, con sus dos hijas Louise Goffin y Sherry Goffin Kordon y reactivó su grabación con el grupo llamado "The City" (La Ciudad) un trío musical formado por Charles Larkey, su futuro esposo, en el bajo. Danny Kortchmar con la guitarra y las voces y King en el piano y voces. The City produjo un álbum, Now That Everything's Been Said (Ahora que todo se ha dicho) en 1968, pero King tenía resistencia a actuar en vivo porque las ventas fueron bajas. Un cambio en la distribución originó que el álbum fuera suspendido. El grupo se disolvió en 1969. Entonces King grabó en solitario Writer (1970), que fue otro fracaso en ventas. El álbum Now That Everything's Been Said fue redescubierto por Classic Rock radio a inicios de los años 1980's y el sencillo "Snow Queen" (Reina de Nieve) recibió nominación al darse a conocer a los pocos años a través de la emisora WMMS en Cleveland que la radió unas pocas semanas de 1981 a 1985. Este LP ha sido buscado por los fanes de Carole King, a quienes les gusta el sonido nervioso de esta música.

### 1970: Tapestry y el inicio de una carrera exitosa
Mientras estaba en Laurel Canyon, King conoció a James Taylor y Joni Mitchell, así como Toni Stern, con quien colaboraría en las canciones. King hizo y escribió su primer disco en solitario en 1970 para el sello Ode de Lou Adler, con James Taylor tocando guitarra acústica y la disponibilidad en coros. Alcanzó el puesto número 84 en el Billboard Top 200. Ese mismo año, tocó los teclados en el álbum de B. B. King Indianola Mississippi Seeds. King siguió escribiendo en 1971 para Tapestry, con nuevas composiciones en solitario, así como reinterpretaciones de dos canciones Goffin-King, "Will You Love Me Tomorrow" y "(You Make Me Feel Like) A Natural Woman". El álbum fue grabado en una superposición con Taylor Mud Slide Slim que King, Danny Kortchmar y Joni Mitchell apareció como lo hicieron en Tapestry, con los dos álbumes, incluyendo "You've Got a Friend", que fue un éxito número 1 de James Taylor en 1971, dijo King en una entrevista de 1972, que ella "no lo escribió con James o alguien real específico en mente. Pero cuando James lo oyó, le gustó mucho y quería grabarlo". 
Tapestry fue un éxito inmediato. Con numerosos hits —incluyendo un Billboard No.1 con "It's Too Late"— Tapestry ocupó el lugar número 1 durante 15 semanas consecutivas, se mantuvo en las listas durante casi seis años, y ha vendido más de 25 millones de copias en todo el mundo. El álbum obtuvo cuatro premios Grammy, incluyendo álbum del año, Mejor Interpretación Vocal Pop, Femenino, siendo la primera mujer en ganar el premio ("You've Got a Friend") Grabación del Año ("It's Too Late", letra de Toni Popa), y Canción del Año, ("You've Got a Friend"). El álbum apareció en el número 36 de la lista de "500 mejores álbumes de todos los tiempos" de la revista Rolling Stone. Además, "It's Too Late", se colocó en el número 469 en la revista Rolling Stone dentro de las 500 canciones más grandes de todos los tiempos.
La publicación de Tapestry supuso una inflexión total en su carrera, debido al gran éxito del álbum, es uno de los 15 álbumes más vendidos de los años 1970. Tapestry enseguida obtuvo el reconocimiento de la crítica y del público, aclamado y considerado como uno de los álbumes que marcó el comienzo de los años 1970 y a una generación, siendo el álbum más popular de King tanto entre sus fanes como para la crítica. 
Carole King: Music fue editado en diciembre de 1971 y certificado oro el 9 de diciembre de 1971- Ingresó a la lista de los diez primeros en el lugar 8, siendo la primera de muchas semanas en que Tapestry y Carole King: Music ocuparían simultáneamente el top 10. La siguiente semana llegó al N.º 3 y finalmente al N.º 1 el 1 de enero de 1972, por tres semanas. El álbum también generó un top hit 10, "Sweet Seasons" (Estaciones Dulces) N.º 9 en las listas estadounidenses y AC N.º 2. Carole King: Music estuvo en las listas Billboard de álbumes durante 44 semanas y fue posteriormente certificado platino. 
Rhymes and Reasons (1972), Fantasy (1973) y Wrap Around Joy (1974) fueron los álbumes que siguieron a Tapestry. Serían posteriormente certificados en oro. Rhymes and Reasons produjo otro hits, "Been to Canaan" (He estado en Canaan) número 24.° en Estados Unidos y N.º 1 en AC. Fantasy produjo dos hits: "Believe in Humanity" (Creo en la Humanidad) N.º 28 en Estados Unidos y "Corazón" N.º 37 en Estados Unidos, canción que tiene la particularidad de mezclar letras en español (corazón) y en inglés además de otra canción que llegó al chart 100 "You Light Up My Life", N.º 67 en Estados Unidos y N.º 6 en AC.
En 1973, Carole King dio un concierto con entrada libre en Nueva York, en el Parque Central de esta ciudad, batiendo todas las plusmarcas de asistencia en este tipo de eventos, con más de 100.000 personas. (Este récord fue superado posteriormente en 1981 por Simon and Garfunkel, con 500.000 personas.)
En septiembre de 1974, King lanzó su álbum Wrap Around Joy, que fue disco de oro el 16 de octubre de 1974, y entró en la lista de los diez primeros en el puesto 7 el 19 de octubre de 1974. Dos semanas más tarde llegó al N.º 1 y se quedó allí una semana. Ella estuvo de gira para promocionar el álbum. Wrap Around Joy dio lugar a dos hits. "Jazzman" fue un sencillo y llegó al puesto 2 el 9 de noviembre, pero se cayó de la lista de los diez primeros en la semana siguiente. "Nightingale", fue sencillo el 17 de diciembre, fue al N.º9 el 1 de marzo de 1975.
En 1975, Carole King obtuvo canciones para la producción animada de TV de Maurice Sendak Really Rosie, lanzado como un álbum del mismo nombre, con letra de Sendak.
Thoroughbred (1976) fue el último álbum de estudio realizado bajo el sello Ode. Asociada con viejos amigos como David Crosby, Graham Nash, James Taylor y Waddy Wachtel, se reunió con Gerry Goffin para escribir cuatro canciones para el álbum. Su relación de equipo continúo intermitente. Hizo una gira promocional para el álbum en 1976.
En 1977, colaboró con otro compositor Rick Evans, en Simple Things, liberado con un nuevo sello discográfico y distribuido por Capitol Records. Después del matrimonio de King y Evans, él murió por sobredosis de cocaína un año después, mientras King y su hija Sherry estaban en Hawái. Simple Thing fue el primero de sus álbumes que no llegó a la lista de los diez primeros en Billboard, desde Tapestry, aunque posteriormente sería certificado oro por la RIAA, excepto una compilación titulada "Her Greatest Hits the following year, and Live at the Troubadour en 2010.
A pesar de tener el estatus de certificación de Oro, Simple Things fue nombrado "The Worst Album of 1977" (el peor álbum de 1977) según la revista Rolling Stone. Ni Welcome Home (1978), su debut como coproductora en un álbum, ni Touch the Sky (1979) llegaron al top 100. Pearls (Perlas) - Las canciones de Goffin y King (1980) solo darían un hit, una versión actualizada de "One Fine Day".
King se cambió a Atlantic Records para grabar el álbum One to One (1982), y Speeding Time en 1983, que fue una reunión con el productor Tapestry-era Lou Adler. En 1983, ella toca el piano en "Chains and Things" en el álbum de BB King "Why I Sing the Blues". Después de una gira de conciertos muy bien recibida en el año 1984, la periodista Catalina Foster del Christian Science Monitor apoda a King como "la Reina del Rock".
Tras grabar Speeding Time en 1983, se trasladó a Idaho, tomando unas vacaciones en las que destacó como activista en favor del medio ambiente.
Carole volvió a la música tras seis años de retiro, en 1989, grabando City Streets, álbum al que siguió Color of Your Dreams en 1993, en el que colaboró Slash, el guitarrista de los Guns N' Roses. Por otra parte, su canción "Now and Forever" aparece con los títulos de crédito de la película de 1992 A League of Their Own.
En 1995, un abultado rol de estrellas consagradas de la música rindió homenaje a Carole grabando el álbum Tapestry Revisited: A Tribute to Carole King. De este álbum salieron algunos éxitos en las listas, como la versión de Rod Stewart de "So Far Away" y la que Celine Dion hizo de "A Natural Woman". Otros artistas que aparecieron en el álbum fueron Amy Grant ("It's Too Late"), Richard Marx ("Beautiful"), Aretha Franklin ("You've Got a Friend"), Faith Hill ("Where You Lead") o los Bee Gees ("Will You Still Love Me Tomorrow?").
Además de las numerosas versiones con éxito de sus canciones con Gerry Goffin y de Tapestry Revisited, muchas otras versiones de los trabajos de Carole han ido apareciendo a lo largo de los años. Una de las más versionadas es "You've Got a Friend", un éxito inolvidable en la voz de James Taylor en 1971 (justo dos semanas antes de que la canción "It's Too Late", de Carole, fuera número uno durante cinco semanas en el Billboard Hot 100) y de nuevo éxito en las listas cantada por Roberta Flack y Donny Hathaway ese mismo año. Barbra Streisand consiguió entrar en las listas de éxitos dos veces con "Where You Lead" (la primera vez con la canción como tal y la segunda como parte del medley "Where You Lead/Sweet Inspiration") e igualmente grabó en 1971 versiones de "No Easy Way Down", de "Beautiful" y "You've Got A Friend" en 1972 y de "Being At War With Each Other" en 1974. The Carpenters grabaron la canción de Carole "It's Going to Take Some Time" en 1972 y alcanzaron el puesto número 12 en las listas del Billboard. Martika llegó al puesto 25 en 1989 con su versión de "I Feel the Earth Move", y "It's Too Late" fue retomada para entrar de nuevo en las listas de éxitos en 1995 por Gloria Estefan. Celine Dion también grabó "The Reason" en 1997 para su álbum Let's Talk About Love.
En 1996, se rodó una película basada en su vida, si bien bastante libremente: Grace of My Heart. En esta película, una aspirante a cantante, Denise Waverly (interpretada por Illeana Douglas, sacrifica su propia carrera como cantante para componer canciones de éxito y lanzar las carreras de otros cantantes. Reflejando la vida de Carole King, la película sigue su trayectoria hasta su primer éxito, a través del dolor del rechazo de la industria discográfica y del fracaso de su matrimonio, llegando a un éxito final y la realización del sueño de grabar su propio álbum.
Carole King ha sido muy activa políticamente como simpatizante del Partido Demócrata de su país. En 2003 hizo campaña a favor de John Kerry, visitando casas particulares para contactar con los delegados en las primarias demócratas. El 29 de julio de 2004, hizo un pequeño discurso y cantó en la Convención Nacional de los Demócratas, unas dos horas antes de que Kerry pronunciara su discurso en el que aceptaba el nombramiento de candidato a la presidencia por su partido. Durante la campaña presidencial, King continuó apoyando al candidato demócrata.
La canción "Where You Lead (I Will Follow)", compuesta por King, es el tema de la serie de televisión The Gilmore Girls. En esta composición, King canta junto con su hija Louise. La propia Carole King ha hecho cameos en la serie, en la segunda, quinta y sexta temporadas, interpretando a la propietaria de una tienda de música.
Carole King se embarcó en el "Living Room Tour" (enlazado con su presencia en hogares particulares durante las primarias demócratas) el 15 de julio de 2004, en el Auditorium Theatre de Chicago. Esta actuación, junto con las realizadas en el Greek Theatre de Los Ángeles y en el Cape Cod Melody Tent en Hyannis (Massachusetts) se grabaron para ser editadas como disco en directo con el nombre de The Living Room Tour, que fue editado cómo álbum el 12 de julio de 2005. Durante 2005 la gira "The Living Room Tour" se trasladó a Canadá.

## 2000
En el 2000, se le pidió que grabará una versión de su exitosa canción "When You Lead" como tema principal del programa Gilmore Girls. Reescribió algunas letras para encajar en la historia de madre e hija. A menudo interpreta esta canción con su hija, Louise Goffin. Rara vez interpretó la canción después de su lanzamiento original debido al aumento del Movimiento de Liberación de la Mujer y la caída del favor del sentimiento detrás de la letra. Renovó la canción para que sea "algo más relevante". La canción fue asociada fuertemente con amistades femeninas y miembros de la familia.
En el 2001, apareció en un anuncio de televisión para The Gap, con su hija. Interpretó una nueva canción, "Love Makes the World", que se convirtió en el tema principal de su álbum de estudio en otoño de 2001 con su propio sello, Rockingale, distruido por Koch Records. El álbum incluye canciones que escribió para otros artistas a mediados de la década de 1990 y presenta a Celine Dion, Steve Tyler, Babyface y kd lang. Love Makes the World fue lugar N° 158 en Estados Unidos y el N°86 en el Reino Unido. También debutó en la lista de +álbumes independientes principales de Billboard y en la lista de álbumes de Internet y principales en el N°20. Se publicó una edición ampliada del álbum seis años después llamada Love Makes the World Deluxe Edition. Contiene un disco extra con cinco pistas adicionales, incluida una nueva versión de "Where You Lead "Will Follow)" coescrita con Tony Stern.
El mismo año, King y Stern escribieron "Sayonara Dance", grabada por Yuki, exvocalista principal de la banda japonesa Judy y Mary, en su primer álbum en solitario Prismic al año siguiente. También en 2001, compuso una canción para el álbum All About Chemistry de Semisonic, con el líder de la banda Dan Wilson.
King lanzó su Living Room Tour en julio de 2004 en el Auditorium Theatre de Chicago. Ese espectáculo, junto con espectáculos en el Teatro Griego de Los Ángeles, California, y la Tienda de Melodía Cape Cod (Hyannis, Massachusetts), se grabaron como The Living Room Tour en julio de 2005. El álbum vendió 44 mil copias en su primera semana en los Estados Unidos y 17 años después aparecería en el Billboard 200, su álbum en las listas más altas desde 1977. El álbum alcanzó el lugar N°51 en Australia y Nueva Zelanda. Un DVD de la gira, llamado Bienvenido a mi sala de estar, fue lanzado en octubre del 2007.
En noviembre de 2007, recorrió Japón con Mary J. Blige y Fergie de Black Eyed Peas. Los sellos discográficos japoneses Sony y Victor reeditaron la mayoría de los álbumes de King, incluidos las obras de finales de la década de 1970 que antes no estaban disponibles en discos compactos. King gabó un dúo de la composición de Goggin/King "Time Don´t Run Out on Me" con Anne Murray en el álbum de Murray Duets de Anne Murray 2007: Friends and Legends. La canción había sido previamente grabada por Ann Murray para su áñbum de 1984 Heart Over Mind

## 2010 - presente
En 2010, Carole King y James Taylor organizaron su Troubadour Reunión Tour juntos, recordando la primera vez que tocaron en The Troubadour, West Hollywood en 1970. La pareja se había reunido para celebrara el aniversario 50° del club dos años y medio antes en 2007, con la banda, lo usaron en 1970. Lo disfrutaron tanto que decidieron llevar a la banda de gira para el 2010. La banda de gira contó con los músicos originales de esa banda: Russ Kunkel, Leland Sklar y Danny Kortchmar. También estuvo presente el yerno de King, Robbie Kondor. King tocó el piano y la guitarra de Taylor en las canciones del otro y cantaron juntos algunos de los números con los que ambos estaban asociados. La gira comenzó en Australia en marzo y regresó a Estados Unidos en mayo. Fue un gran éxito comercial, con King tocando para algunas de las audiencias más grandes de su carrera. La venta total de boletos superó los 700 mil y la gira recaudó más de 59 millones de dólares, por lo que es una de las giras más exitosas del año.
Durante su gira Troubadour Reunion, Carole King lanzó dos álbumes, uno con James Taylor. El primero fue lanzado el 27 de abril de 2010, The Essential Carole King, es un álbum recopilatorio de dos discos. El primer disco presenta muchas cancioens que Carole King ha grabado, principalmente sus éxitos. El segundo disco presenta grabaciones de otros artistas de canciones que King escribió, la mayoría de las cuales llegaron al Top 40 y muchas de las cuales alcanzaron el N.º 1. El segundo álbum fue lanzado el 4 de mayo de 2010, y es una colaboración de King y James Taylor llamado Live at the Troubadour que debutó en el N.º 4 en los Estados Unidos con ventas de 78 mil copias. Live at the Troubadour ha recibido desde entonces un disco de oro de la RIAA para envíos de más de 500 mil copias en los Estados Unidos y que permanecieron en las listas durante 34 semanas.

## Discografía

### Álbumes
- 1968: The City (band): Now That Everything's Been Said (album)-(members):Carol King, Daniel Kortchmar & Charles Larkey with Jimmy Gordon. Produced by Lou Adler
- 1970: Writer - US #84 (1971)
- 1971: Tapestry - US #1 / UK #4
- 1971: Music - US #1 / UK #18
- 1972: Rhymes and Reasons - US #2 / UK #40
- 1973: Fantasy - US #6
- 1974: Wrap Around Joy - US #1
- 1975: Really Rosie - US #20
- 1976: Thoroughbred - US #3
- 1977: Simple Things - US #17
- 1978: Welcome Home - US #104
- 1979: Touch the Sky - US #104
- 1980: Pearls: Songs of Goffin and King - US #44
- 1982: One to One - US #119
- 1983: Speeding Time
- 1989: City Streets - US #111
- 1993: Color of Your Dreams
- 1994: In concert - US #160
- 1994: Time Gone By
- 1996: Carnegie Hall Concert: June 18, 1971
- 1997: Time Heals All Wounds
- 1998: Goin' Back
- 2000: Super Hits
- 2001: Love Makes the World
- 2005: The Living Room Tour
- 2010: Live at the Troubadour
- 2011: A Holiday Carole
- 2011: The Essential Carole King
- 2012: The Legendary Demos

### Sencillos
- "It Might As Well Rain Until September," 1962, US #22 / UK #3 (en ranking de nuevo en UK #43 en 1972)
- "He's a Bad Boy," 1963, US #94
- "It's Too Late" / "I Feel the Earth Move," 1971, US #1 (AC #1), Gold / UK #6
- "So Far Away" / "Smackwater Jack," 1971, US #14 (AC #3)
- "You've got a friend," 1972, US # 11 (AC #4)
- "Sweet Seasons," 1972, US #9 (AC #2)
- "Been to Canaan," 1972, US #24 (AC #1)
- "Believe In Humanity," 1973, US #28
- "You Light Up My Life," 1973, US #67 (AC #6) (canción distinta al éxito de Debby Boone)
- "Corazón," 1973, US #37 (AC #5)
- "Jazzman," 1974, US #2 (AC #4)
- "Nightingale," 1975, US #10 (AC #1)
- "Only Love Is Real," 1976, US #28 (AC #1)
- "High Out of Time," 1976, US #76 (AC #40)
- "Hard Rock Cafe," 1977, US #30 (AC #8)
- "Simple Things," 1977, US AC #37
- "Morning Sun," 1978, US AC #43
- "One To One" 1982
- "One Fine Day," 1980, US #12 (AC #11)
- "One to One," 1982, US #45 (AC #20)
- "City Streets," 1989, US AC #14
- "Now and Forever," 1992, US AC #18
- "Love Makes the World," 2001